# Queens College, City University of New York

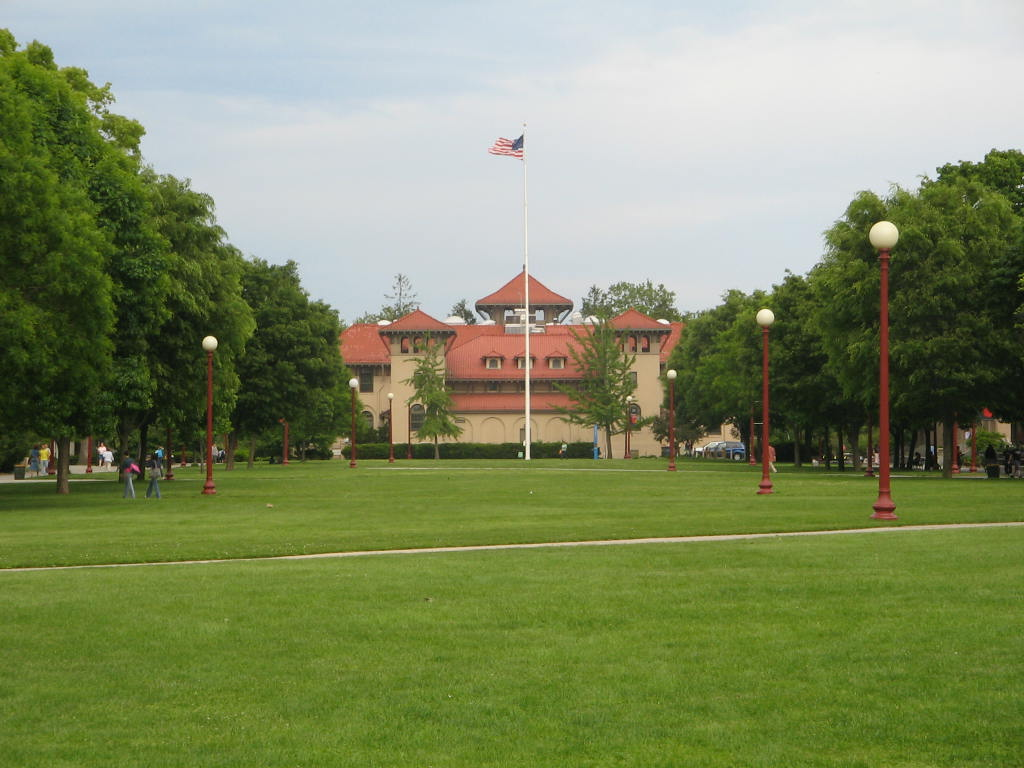
Queens College Quad

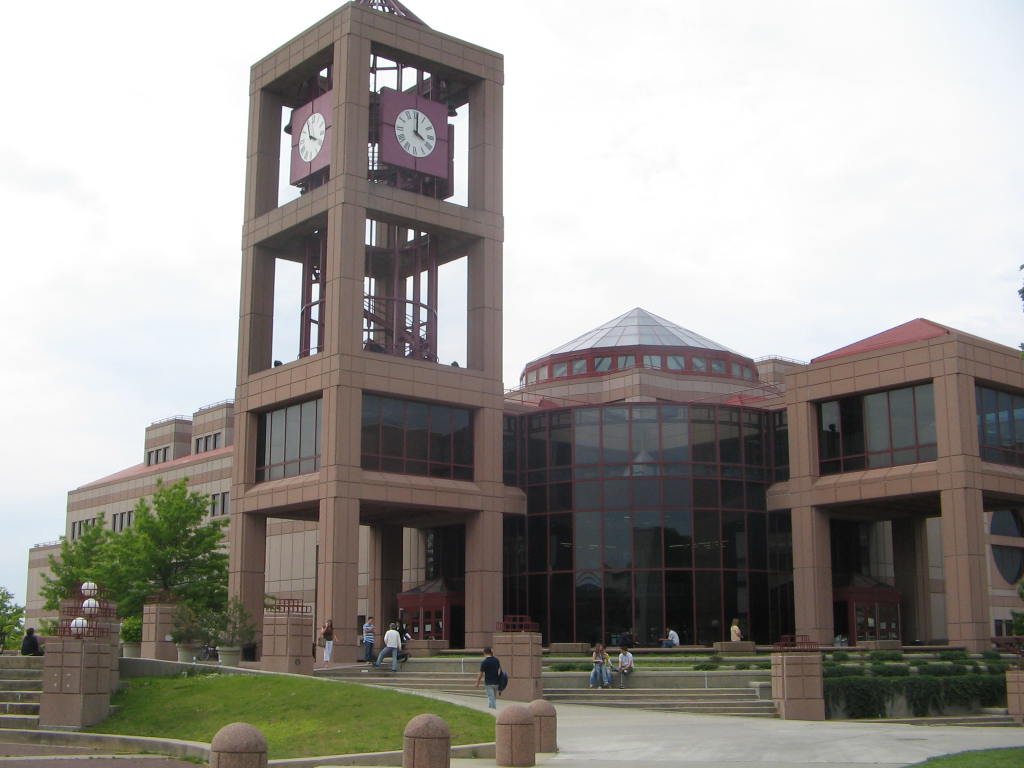
Rosenthal Bibliothek

Das Queens College, City University of New York (auch Queens College genannt) ist eine staatliche Universität im New Yorker Stadtteil Queens. Es ist Teil der City University of New York und wurde 1937 als geisteswissenschaftliches College gegründet. Derzeit studieren hier ca. 19.500 Studenten.

## Fakultäten
Die Fakultäten des Queens College werden Divisions genannt:
- Arts and Humanities
- Mathematics and the Natural Sciences
- Education
- Social Sciences

## Persönlichkeiten

### Dozenten
- Richard Alewyn (1902–1979), Germanist
- Elliott Carter (1908–2012), Komponist
- Luigi Dallapiccola (1904–1975), Komponist
- Bogdan Denitch (1929–2016), Soziologe
- Michael Harrington (1928–1989), Politikwissenschaften
- Carl Gustav Hempel (1905–1997), Philosoph
- Erna Herrey (1904–1980), Physikerin
- Jewgeni Alexandrowitsch Jewtuschenko (1932–2017), russischer Dichter und Schriftsteller
- John Norman (* 1931), Schriftsteller
- George Perle (1915–2009), Komponist und Musiktheoretiker
- Liliana Porter (* 1941), Künstlerin

### Absolventen
- Barbara Bach (* 1947), Schauspielerin, Ehefrau von Ringo Starr
- Joseph Crowley (* 1962), Politiker (Repräsentantenhaus)
- Fran Drescher (* 1957), Schauspielerin und Produzentin
- Jon Favreau (* 1966), Schauspieler (ohne Abschluss)
- Andrew Goodman (1943–1964), Bürgerrechtler
- Marvin Hamlisch (1944–2012), Komponist
- Ron Jeremy (* 1953), Pornodarsteller
- Richard Kline (* 1944), Schauspieler, Fernsehregisseur
- Carole King (* 1942), Sängerin, Songschreiberin und Pianistin
- Nellie McKay (1930–2006), Literaturwissenschaftlerin
- Stanley Milgram (1933–1984), Psychologe
- Robert Moog (1934–2005), Erfinder des Moog synthesizer
- Marc Olden (1933–2003), Thrillerautor
- Donna Orender (* 1957), Präsidentin der Women’s National Basketball Association
- Nicholas Rescher (1928–2024), Philosoph
- Ray Romano (* 1957), Schauspieler und Komödiant
- Jerry Seinfeld (* 1954), Komödiant
- Paul Simon (* 1941), Musiker (Simon and Garfunkel)